# 熊谷直継
熊谷 直継（くまがい なおつぐ、？ - 元亨2年（1322年））は、鎌倉時代末期の武士・御家人。安芸国本庄系熊谷氏当主。熊谷直満の嫡男で、母は真継（正室であるが出自不明）。異母弟に熊谷直経がいる。通称は余次。
徳治3年4月21日（1308年5月11日）、父・直満は譲状を作成し、死後に嫡男の直継と側室の小早川氏が生んだ庶子の直経の間で所領を分割し、もしどちらかが子供が無く没した場合には残された兄弟が相続すべきとした。その後、直満が元応元年（1319年）に没したことから直継が家督を継いで所領を直経と分割したものの、3年後に子供のいないまま病死してしまう。
直満の遺言に従えば、直継の遺領は直経が継承することになるが、その後熊谷氏の本拠地であった武蔵国大里郡熊谷郷の所領を巡って、直継の生母である真継が「直経が直継の遺児である虎一丸の所領を横領した」と鎌倉幕府に訴え、直経も「真継が自分が兄から相続した所領を横領した」と幕府を訴えることになった。
嘉暦3年（1328年）に行われた訴訟では、真継の代官である了心という人物が、「直継の所領は一期分として母である真継が相続した後に虎一丸が相続する」旨を主張した。これに対して直経は虎一丸は父である直継に先立って死去していると述べ、その証拠として兄弟の父（虎一丸には祖父）である直満が生前に孫の死を悲しむ書状と直経に虎一丸の喪中に関する相談を行った書状を提出した。数日後に真継側は別の書状を提出して、亡くなったのは別の子であり虎一丸は生きていると述べようとした。ところが、幕府の役人は直継の子供が何人いるのか問い合わせた時に真継側が答えず、後から反論となる証拠を持ち出してきたのを怪しんで真継側を追及したところ、直継に子供がいる（虎一丸は生きている）と偽りの主張をしただけでなく、直経の反論に対抗するために偽の書状を作成したことが発覚し、訴訟は直経の全面勝訴とされただけでなく、真継は謀書の罪を犯したとして配流が命じられたのである（嘉暦3年7月23日付関東下知状「熊谷小四郎直経与継母尼眞継代了心相論眞継亡息余次直継直経兄所領事」）。
この訴訟の背景として、正室である真継と側室小早川氏の子である直経という「継母・継子の対立」という側面の他に、武蔵・熊谷郷に本拠地を置いて安芸の所領には代官を送っていた直満－直継の嫡子家（直継没後は真継だけが残された）と生母との関係で早くから安芸・三入庄に拠点を移していた直経の庶子家の対立という要素もあったと考えられている。鎌倉時代には多くの御家人が東国から西国へ本拠を移しているが、熊谷氏の場合（武蔵→安芸）は相続によって地方に移っていた庶子の家督継承がきっかけになったと考えられている（「熊谷氏文書」など熊谷氏に伝わる文書類も、この訴訟以降は熊谷郷に関する文書が激減して、三入庄に関する文書が増加することになる）。